# Otacilia vangvieng
Espèce
Otacilia vangvieng est une espèce d'araignées aranéomorphes de la famille des Phrurolithidae.

## Distribution
Cette espèce est endémique de la province de Vientiane au Laos,. Elle se rencontre vers Vang Vieng vers 260 m d'altitude.

## Description
Le mâle holotype mesure 2,0 mm.

## Étymologie
Son nom d'espèce lui a été donné en référence au lieu de sa découverte, Vang Vieng.

## Publication originale
- Jäger & Wunderlich, 2012 : Seven new species of the spider genus Otacilia Thorell 1897 (Araneae: Corinnidae) from China, Laos and Thailand. Beiträge zur Araneologie, vol. 7, p. 251-271 & 352-357.